# Cymothales congolensis
Cymothales congolensis är en insektsart som beskrevs av Navás 1914. Cymothales congolensis ingår i släktet Cymothales och familjen myrlejonsländor. Inga underarter finns listade i Catalogue of Life.